# 扎盧日扎 (捷普利克區)
48°38′53″N 29°42′22″E / 48.64806°N 29.70611°E
扎盧日扎（烏克蘭語：Залужжя）是位於烏克蘭西部文尼察州裏海辛區的村莊，始建於1177年，面積2.16平方公里，海拔高度208米，2001年人口957。